# Hadernpapier
Als Hadernpapier bezeichnet man eine Gruppe von Papieren, die aus Alttextilien oder textilen Faserrohstoffen hergestellt wurden und werden. Im bibliothekswissenschaftlichen Sprachgebrauch wird der Begriff für handgeschöpfte Papiere vor der Erfindung des Holzschliffpapiers in der Mitte des 19. Jahrhunderts verwendet. In modernen fachsprachlichen Zusammenhängen der Papierindustrie bezeichnet Hadernpapier hochwertige Papiersorten aus schonend aufgeschlossenen Faserstoffen geeigneter Nutzpflanzen. Im Alltagssprachgebrauch ist hierfür auch die Bezeichnung Büttenpapier üblich geworden, die aber nur auf eine tatsächliche oder vermeintliche Herstellungsmethode abzielt, ohne dabei zwingend die tatsächliche Faserzusammensetzung zu berücksichtigen.

## Historisches Hadernpapier

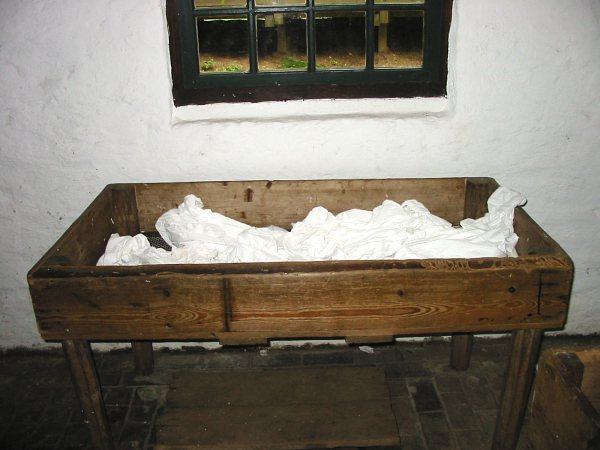
Historischer Lumpentisch einer Papiermühle

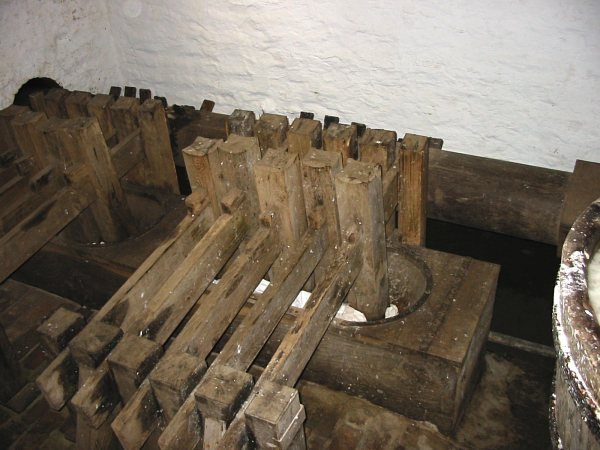
Historisches Stampfwerk

Seit dem Beginn der europäischen Papierherstellung im 14. Jahrhundert durch italienische Papiermühlen haben sich als Rohstoffbasis des stets über Handschöpfung hergestellten Hadernpapiers verschlissene Kleidungsstücke und andere nicht mehr benötigte textile Gegenstände durchgesetzt. Die von Ostasien und über den Nahen Osten verbreitete Methode der Papierherstellung beruhte weitgehend auf der direkten Nutzung dafür gewonnener Pflanzenrohstoffe.
Ein bedeutender Teil der Ausgangsmaterialien für die frühe europäische Papiererzeugung bestand aus Hanffasern, Flachsfasern (Leinen) und Nesseltuch, die zu den widerstandsfähigsten Naturfasern der in Europa kultivierten Faserpflanzen gehören. Die Papiermühlen kauften die erforderlichen Hadern von den für sie arbeitenden Lumpensammlern auf. Diese Ausgangslage in der über mehrere Jahrhunderte andauernden Papierherstellungspraxis war die Ursache für reißfeste und sehr alterungsbeständige Papiere, die Hadernpapiere.
Zur Vorbereitung des Papierschöpfens zerkleinerte man die Hadern mit der Hand und gab sie in ein Stampfwerk. Daraus ging eine gewaschene und mehr oder weniger homogene Papiermasse hervor, die sich zum Schöpfen eignete. Im 17. Jahrhundert entwickelten sich in holländischen Papiermühlen einige verfahrenstechnische Verbesserungen. Zum Herstellungsprozess gehörte nun der Holländer, ein wasserradgetriebener Apparat zum mechanischen Aufschluss der Alttextilien. Dieser Apparat konnte in einem Viertel der erforderlichen Zeit die notwendige Fasermasse erzeugen, als es die alten Stampfen vermochten. Weil diese Methode zur Herstellung der Papiermasse unter einfachen handwerklichen Bedingungen stattfand, ist der daraus gewonnene Papierrohstoff nicht gleichmäßig. Typisch sind kleine Verdickungen in solchen alten Hadernpapieren, die man mitunter als Stubben bezeichnet.

## Modernes Hadernpapier
Die Hadernpapiere sind seit der industriellen Papierherstellung meist weiße und gleichmäßige Papiere mit einem Flächengewicht zwischen 70 und 135 Gramm. Ihre Rohstoffgrundlage sind überwiegend Baumwollfasern und nur zu einem geringeren Anteil Flachs, Ramie oder Jute. Oft werden solche Hadernpapiere mit Zellstoff verschnitten, so dass ein Hadernanteil von wenigstens 50 Prozent vorhanden ist. In anderen Fällen spricht man von hadernhaltigen Papieren.
Als die wichtigsten technischen Merkmale dieser Hadernpapiere zeigen sie im Vergleich mit üblichen Druck- und Schreibpapieren besonders hohe Werte der Doppelfalzzahl und der Reißlänge.
Typische neuzeitliche Verwendungen sind Briefmarken, Banknoten, Aktien, Landkarten und besondere Dokumentenzwecke. Bei der Herstellung für Banknoten oder andere besondere staatliche Zwecke wird bereits im Herstellungsprozess eine aufwendige Qualitätskontrolle ausgeübt und die produzierte Menge streng kontrolliert und dokumentiert. Moderne Hadernpapiere haben im Gegensatz zu ihren historischen Vorbildern nicht mehr zwingend ein Wasserzeichen. Für den Laien sind sie von guten Drucker- oder Buchdruckpapieren nicht zu unterscheiden.